# Coleocentrus soldanskii
Coleocentrus soldanskii là một loài tò vò trong họ Ichneumonidae.